# Колачиці (гміна)
Гміна Колачице (пол. Gmina Kołaczyce) — місько-сільська гміна у східній Польщі. Належить до Ясельського повіту Підкарпатського воєводства. Адміністративним центром є місто Колачиці.
Станом на 31 грудня 2011 у гміні проживало 9099 осіб.

## Територія
Згідно з даними за 2007 рік площа гміни становила 60.11 км², у тому числі:
- орні землі: 61.00%
- ліси: 32.00%

Таким чином, площа гміни становить 7.24% площі повіту.

## Населення
Станом на 31 грудня 2011:
| Опис     | Загалом | Загалом | Чоловіки | Чоловіки | Жінки | Жінки |
| -------- | ------- | ------- | -------- | -------- | ----- | ----- |
| одиниця  | осіб    | %       | осіб     | %        | осіб  | %     |
| все      | 9099    | 100     | 4548     | 49.98    | 4551  | 50.02 |
| міське   | 1462    | 100     | 709      | 48.50    | 753   | 51.50 |
| сільське | 7637    | 100     | 3839     | 50.27    | 3798  | 49.73 |

## Сусідні гміни
Гміна Колачице межує з такими гмінами: Бжиська, Бжостек, Фриштак, Ясло, Ясло.